# Kaniker
Kaniker är en äppelsort av okänt ursprung. Sorten är först känd vid 1700-talet. Skalet på detta äpple, som är fett, är mestadels grönt – och köttet som är aningen löst har en smak av svag sötma och syrlighet. Kaniker mognar i oktober och håller sig därefter vid god förvaring till december. Äpplet passar både i köket och som ätäpple. I Sverige odlas Kaniker gynnsammast i zon 1-4 (5).